# Gephyromantis silvanus
Gephyromantis silvanus är en groddjursart som först beskrevs av Vences, Glaw och Franco Andreone 1997.  Gephyromantis silvanus ingår i släktet Gephyromantis och familjen Mantellidae. IUCN kategoriserar arten globalt som starkt hotad. Inga underarter finns listade i Catalogue of Life.